# 春日錦孝嘉
春日錦 孝嘉（かすがにしき たかひろ、1975年8月22日 - 2020年4月24日）は、千葉県夷隅郡岬町（現在のいすみ市）出身で春日野部屋に所属した大相撲力士。本名は鈴木 孝洋（すずき たかひろ）。愛称は本名から「スズキ」、四股名から「ニシキ関」、容貌から「梅三郎」「梅さん」（アニメ『ど根性ガエル』の登場人物にちなんで）など。身長188cm、体重152kg。血液型はB型、趣味は釣り、水彩画。社交的・温厚な性格で、ファンサービスが良い力士として知られた。得意手は突き、押し。最高位は西前頭5枚目（2003年9月場所・2004年1月場所・2006年1月場所）。

## 来歴
料理店の次男として産まれる。本人によれば、少年時代は荒れた時期もあったという。小学5年生の時、後に入門することとなる春日野部屋を見学したのを契機に角界入りを決意した。直後に、学校の授業で将来の夢を発表する機会があり、そこで「横綱になる」と宣言した。中学に入学してから兄と姉の影響で柔道を始めたが、部活は美術部であった。中学卒業後に春日野部屋へ入門し、1991年3月場所において初土俵を踏んだ。初土俵の同期には、後の小結・千代天山や前頭・金開山らがいる。
幕下上位で眼底骨折のため伸び悩んだ時期もあったが、1999年7月場所において新十両へ昇進した。すぐに十両に定着することはできなかったが、2001年9月場所にて十両へ復帰した以降は十両に定着し、2002年9月場所において新入幕を果たした。
突き押しが得意だが右四つに組んでも力を発揮する相撲で、幕内に定着した。2003年7月場所は千秋楽に勝てば敢闘賞の候補に挙がっていたが、敗れて受賞を逃している。2003年9月場所と2004年1月場所では自己最高位となる西前頭5枚目まで番付を上げ、2006年1月場所でも西前頭5枚目まで番付を上げた。その2006年1月場所では終盤の8連敗が響いて4勝11敗と大きく負け越し、翌3月場所でも5勝10敗と大きく負け越して、翌5月場所では十両へ陥落した。その後は幕内と十両との往復が目立つようになり、2008年11月場所において9回目の入幕を果たしたのを最後に、以降は幕内へ復帰することはできなかった。
2010年に発覚した大相撲野球賭博問題では野球賭博に関与したという理由により謹慎処分を受け、同年7月場所を全休し、翌9月場所では幕下へ陥落した。その9月場所と翌11月場所では負け越し、続く2011年1月場所でも2勝5敗と負け越しが決まり、同場所13日目終了後に引退を表明した。同場所千秋楽に引退会見を行い、引退後は年寄・22代竹縄を襲名し、春日野部屋の部屋付き親方として後進の指導に当たることを発表していた。
しかし、自身の引退直後の2011年2月4日に、大相撲野球賭博問題の調査の過程で発覚した大相撲八百長問題において八百長に関与していた力士として名前が挙がる。本人も八百長への関与を認めたため、同年4月1日に日本相撲協会から職務停止2年の処分を下された。調査に対して八百長を認めなかった力士は日本相撲協会から引退勧告を受けているが、本人が日本相撲協会の調査で八百長への関与を認めてその後の調査にも協力した結果としての処分である。本人はその処分の結果に関係なく日本相撲協会を自主的に退職する意向を表明していた。
同年4月5日に日本相撲協会は22代竹縄の退職届を受理したと発表した。同年5月1日には断髪式も予定されていたが、不祥事を受けて中止となっている。後援会としては最後に本人があいさつする場はつくりたかったが、事実上の解散状態になってしまったという。
2011年5月技量審査場所中の一部報道によると、幕内上位にも八百長関与の疑惑がある力士が存在していたが、春日錦が協会と何らかの取引を結んでそれらの力士の名前を挙げることを控えたとのこと。
2014年にも新聞取材に応じており、その録音データが貴闘力のYouTubeチャンネルに公開されている。録音データによると鶴竜も八百長に関与していたといい、八百長を依頼する力士が恵那司に支払う仲介料（"骨折り"と呼ばれる）がきちんと渋られずに支払われるように自身がまとめ役となっていたことや、断髪については、師匠からは「勝手に切れ」と切り捨てられたと話している。
2021年8月20日、貴闘力のYouTubeチャンネルに投稿された動画内で、1年ほど前に自ら命を絶っていたことが明かされたが、2020年4月24日に死去していたことがベースボールマガジン社の『平成新入幕力士物語 第3巻 <平成14年-18年>』で明らかになった。

## 主な成績

### 通算成績
- 通算成績：611勝581敗89休 勝率.513
- 幕内成績：107勝156敗37休 勝率.407
- 現役在位：120場所
- 幕内在位：20場所

### 場所別成績
| | 一月場所 初場所（東京） | 三月場所 春場所（大阪） | 五月場所 夏場所（東京）  | 七月場所 名古屋場所（愛知）  | 九月場所 秋場所（東京）   | 十一月場所 九州場所（福岡） |
| --- | ----------------------- | ----------------------- | ------------------------ | ---------------------------- | ------------------------- | --------------------------- |
| 1991年 （平成3年） | x                       | （前相撲）              | 西序ノ口45枚目 6–1       | 西序二段100枚目 3–4          | 西序二段126枚目 3–4       | 東序ノ口筆頭 5–2            |
| 1992年 （平成4年） | 西序二段97枚目 5–2      | 西序二段50枚目 2–5      | 東序二段85枚目 4–3       | 東序二段56枚目 休場 0–0–7    | 東序二段127枚目 6–1       | 東序二段49枚目 3–3–1        |
| 1993年 （平成5年） | 西序二段73枚目 6–1      | 東序二段6枚目 4–3       | 西三段目84枚目 3–4       | 東三段目98枚目 4–3           | 東三段目75枚目 4–3        | 西三段目56枚目 3–4          |
| 1994年 （平成6年） | 西三段目68枚目 3–4      | 西三段目85枚目 4–2–1    | 東三段目62枚目 4–3       | 東三段目45枚目 4–3           | 西三段目31枚目 休場 0–0–7 | 東三段目91枚目 5–2          |
| 1995年 （平成7年） | 西三段目55枚目 3–4      | 西三段目71枚目 4–3      | 西三段目52枚目 5–2       | 西三段目23枚目 5–2           | 西幕下59枚目 4–3          | 東幕下49枚目 2–5            |
| 1996年 （平成8年） | 東三段目13枚目 7–0      | 東幕下11枚目 2–5        | 東幕下25枚目 4–3         | 西幕下17枚目 2–5             | 東幕下32枚目 2–5          | 西幕下50枚目 2–5            |
| 1997年 （平成9年） | 西三段目9枚目 5–2       | 東幕下51枚目 5–2        | 東幕下35枚目 休場 0–0–7  | 東三段目15枚目 5–2           | 西幕下51枚目 4–4          | 東幕下42枚目 6–1            |
| 1998年 （平成10年） | 西幕下20枚目 3–4        | 西幕下30枚目 5–2        | 東幕下21枚目 6–1         | 東幕下8枚目 4–3              | 東幕下5枚目 3–4           | 東幕下10枚目 休場 0–0–7     |
| 1999年 （平成11年） | 東幕下10枚目 4–3        | 西幕下6枚目 5–2         | 西幕下3枚目 6–1          | 西十両12枚目 2–13            | 西幕下11枚目 1–2–4        | 西幕下29枚目 3–4            |
| 2000年 （平成12年） | 西幕下35枚目 6–1        | 東幕下16枚目 6–1        | 西幕下4枚目 3–4          | 西幕下7枚目 5–2              | 東幕下2枚目 3–4           | 東幕下7枚目 6–1             |
| 2001年 （平成13年） | 東幕下2枚目 5–2         | 西十両10枚目 5–10       | 西幕下筆頭 3–4           | 東幕下4枚目 5–2              | 西十両13枚目 9–6          | 西十両8枚目 7–8             |
| 2002年 （平成14年） | 東十両9枚目 10–5        | 西十両3枚目 6–9         | 東十両6枚目 9–6          | 東十両4枚目 11–4             | 西前頭10枚目 5–10         | 西十両筆頭 10–5             |
| 2003年 （平成15年） | 西前頭11枚目 7–8        | 東前頭13枚目 6–9        | 東十両筆頭 9–6           | 東前頭12枚目 9–6             | 西前頭5枚目 5–10          | 東前頭9枚目 8–7             |
| 2004年 （平成16年） | 西前頭5枚目 4–10–1      | 東前頭10枚目 5–10       | 東前頭14枚目 休場 0–0–15 | 東十両7枚目 8–7              | 西十両4枚目 5–10          | 東十両9枚目 10–5            |
| 2005年 （平成17年） | 東十両4枚目 10–5        | 東前頭14枚目 1–3–11     | 東十両7枚目 7–8          | 東十両8枚目 9–6              | 西十両2枚目 9–6           | 東前頭15枚目 9–6            |
| 2006年 （平成18年） | 西前頭5枚目 4–11        | 西前頭13枚目 5–10       | 東十両2枚目 7–8          | 西十両2枚目 9–6              | 東前頭15枚目 6–9          | 東十両3枚目 9–6             |
| 2007年 （平成19年） | 東前頭13枚目 9–6        | 東前頭10枚目 4–11       | 西前頭16枚目 4–11        | 東十両3枚目 8–7              | 東前頭16枚目 7–8          | 西前頭16枚目 7–8            |
| 2008年 （平成20年） | 東十両筆頭 4–11         | 西十両8枚目 8–7         | 東十両4枚目 6–9          | 西十両6枚目 9–6              | 西十両3枚目 9–6           | 西前頭12枚目 2–3–10         |
| 2009年 （平成21年） | 東十両6枚目 7–8         | 西十両7枚目 7–8         | 東十両9枚目 8–7          | 西十両7枚目 9–6              | 西十両筆頭 2–10–3         | 東十両13枚目 9–6            |
| 2010年 （平成22年） | 東十両10枚目 6–9        | 西十両13枚目 8–7        | 東十両9枚目 7–8          | 西十両10枚目 出場停止 0–0–15 | 西幕下10枚目 1–6          | 西幕下26枚目 3–4            |
| 2011年 （平成23年） | 東幕下30枚目 引退 2–5–0 | x                       | x                        | x                            | x                         | x                           |
| 各欄の数字は、「勝ち-負け-休場」を示す。 優勝 引退 休場 十両 幕下 三賞：敢=敢闘賞、殊=殊勲賞、技=技能賞 その他：★=金星 番付階級：幕内 - 十両 - 幕下 - 三段目 - 序二段 - 序ノ口 幕内序列：横綱 - 大関 - 関脇 - 小結 - 前頭（「#数字」は各位内の序列） |                         |                         |                          |                              |                           |                             |

### 幕内対戦成績
| 力士名   | 勝数 | 負数 | 力士名   | 勝数 | 負数 | 力士名   | 勝数 | 負数 | 力士名   | 勝数 | 負数 |
| -------- | ---- | ---- | -------- | ---- | ---- | -------- | ---- | ---- | -------- | ---- | ---- |
| 安芸乃島 | 1    | 2    | 朝赤龍   | 3    | 4    | 朝乃若   | 1    | 2    | 安壮富士 | 1    | 0    |
| 安美錦   | 0    | 6    | 岩木山   | 3    | 3    | 潮丸     | 4    | 2    | 皇司     | 3    | 3    |
| 海鵬     | 3    | 2    | 垣添     | 2    | 5    | 鶴竜     | 1    | 1    | 春日王   | 1    | 6    |
| 片山     | 1    | 0    | 稀勢の里 | 0    | 2(1) | 北桜     | 1    | 1    | 旭鷲山   | 1    | 6    |
| 旭天鵬   | 1    | 2    | 金開山   | 3    | 2    | 豪栄道   | 0    | 1    | 光法     | 1    | 0    |
| 五城楼   | 1    | 1    | 黒海     | 3    | 3    | 琴欧洲   | 0    | 1    | 琴ノ若   | 2(1) | 0    |
| 琴光喜   | 1    | 3    | 琴龍     | 0    | 2    | 霜鳳     | 2    | 5    | 十文字   | 5    | 3    |
| 駿傑     | 1    | 0    | 大善     | 1    | 0    | 隆の鶴   | 1    | 0    | 貴ノ浪   | 2    | 0    |
| 隆乃若   | 0    | 1    | 高見盛   | 3    | 4    | 豪風     | 2    | 4    | 玉飛鳥   | 1    | 0    |
| 玉春日   | 1    | 7    | 玉乃島   | 1    | 3    | 玉力道   | 2(1) | 1    | 千代天山 | 0    | 1    |
| 出島     | 2    | 3    | 闘牙     | 1    | 0    | 時津海   | 2    | 3    | 時天空   | 0    | 1    |
| 土佐ノ海 | 2    | 6(1) | 豊桜     | 2    | 2    | 豊ノ島   | 1    | 3    | 白露山   | 3    | 3    |
| 把瑠都   | 0    | 1    | 春ノ山   | 0    | 1    | 日馬富士 | 1    | 0    | 普天王   | 2    | 5    |
| 武雄山   | 4    | 1    | 寶智山   | 1    | 1    | 豊真将   | 1    | 0    | 北勝力   | 1    | 5    |
| 雅山     | 1    | 4(1) | 燁司     | 2    | 0    | 嘉風     | 5    | 2    | 龍皇     | 1    | 1    |
| 琉鵬     | 1    | 0    | 露鵬     | 1    | 3    | 若麒麟   | 1    | 0    | 若兎馬   | 1    | 2    |
| 若の里   | 0    | 2    | 若ノ鵬   | 0    | 1    | 和歌乃山 | 1    | 2    |          |      |      |

## 記録
2002年5月場所において、11日目の春ノ山戦・13日目の玉力道戦・千秋楽の駒光（後の駿傑）戦と、1場所で3つの不戦勝を得る珍しい記録を作った。この場所では東十両6枚目の位置で9勝6敗の成績を挙げて勝ち越しを果たした。

## 人物
- 美声で知られ、巡業や花相撲では相撲甚句を披露することが多かった。甚句は本来弓取りや初っ切りと同様に幕下力士が行うものだが、春日錦は甚句の巧みさを買われ、関取へ昇進してからもその役割を担っていた。同じく、北桜も関取でありながら相撲甚句を歌い、春日錦と共に唄うことも多かったが、「いつかこの巡業地へ再び戻ってくる」との約束を歌う甚句中最大の盛り上がりどころであるトリを務めるのは春日錦であった。なお、幕内力士でありながら甚句を歌い続けた力士には、後に歌手へと転向した大至がいる。
- 大麻不法所持で逮捕されて日本相撲協会を解雇された元・若ノ鵬が、自身の解雇後となる2008年10月に講談社『週刊現代』において実名を挙げての「告発」を行った際に、「自分（若ノ鵬）に八百長を持ち掛けた複数の力士」の1人として名前が挙げられた。春日錦本人はこの疑惑を強く否定し、元・若ノ鵬も後に八百長を含めた一連の「告発」を「事実無根だった」と認めて撤回した。しかし、引退直後に発覚した大相撲八百長問題では発覚直後から春日錦が関与したとみなされ、本人も調査に対してそれを認めている。
- インタビューなどでは折に触れて自身の妻について語ることから、「愛妻家」「おしどり夫婦」と評判を取った。妻の父は元サッカー選手の平沢周策である。

## 改名歴
力士
- 春日錦 孝洋（かすがにしき たかひろ）1991年5月場所 - 2004年9月場所
- 春日錦 孝嘉（ - たかひろ）2004年11月場所 -2011年1月場所 
  - 「上半身に比べて弱くケガをしやすい足腰がしっかりするように」との思いを込め、画数が多く、下がどっしりと安定感のある字を選んで、本名の「孝洋」から、同じ読みのまま「孝嘉」の字に改名した。

年寄
- 竹縄 孝嘉（たけなわ たかひろ） 2011年1月23日-4月5日